# Hét
Hét es un pueblo húngaro perteneciente al distrito de Putnok, condado de Borsod-Abaúj-Zemplén.

## Superficie
Cuenta con una superficie de 3,71 km².

## Demografía
Hasta 2024 la población era de 424 habitantes, con una densidad de población de 114,28 hab/km².
| Gráfica de evolución demográfica de Hét entre 2020 y 2024 |
|                                                           |
| Datos según la Oficina Central de Estadística de Hungría. |